# دكتوراه
|  | يجري الآن نقاش حول نقل صفحة دكتوراه إلى دكتوراة. جار التوصل إلى اتفاق بشأن النقل في صفحة طلبات النقل. |

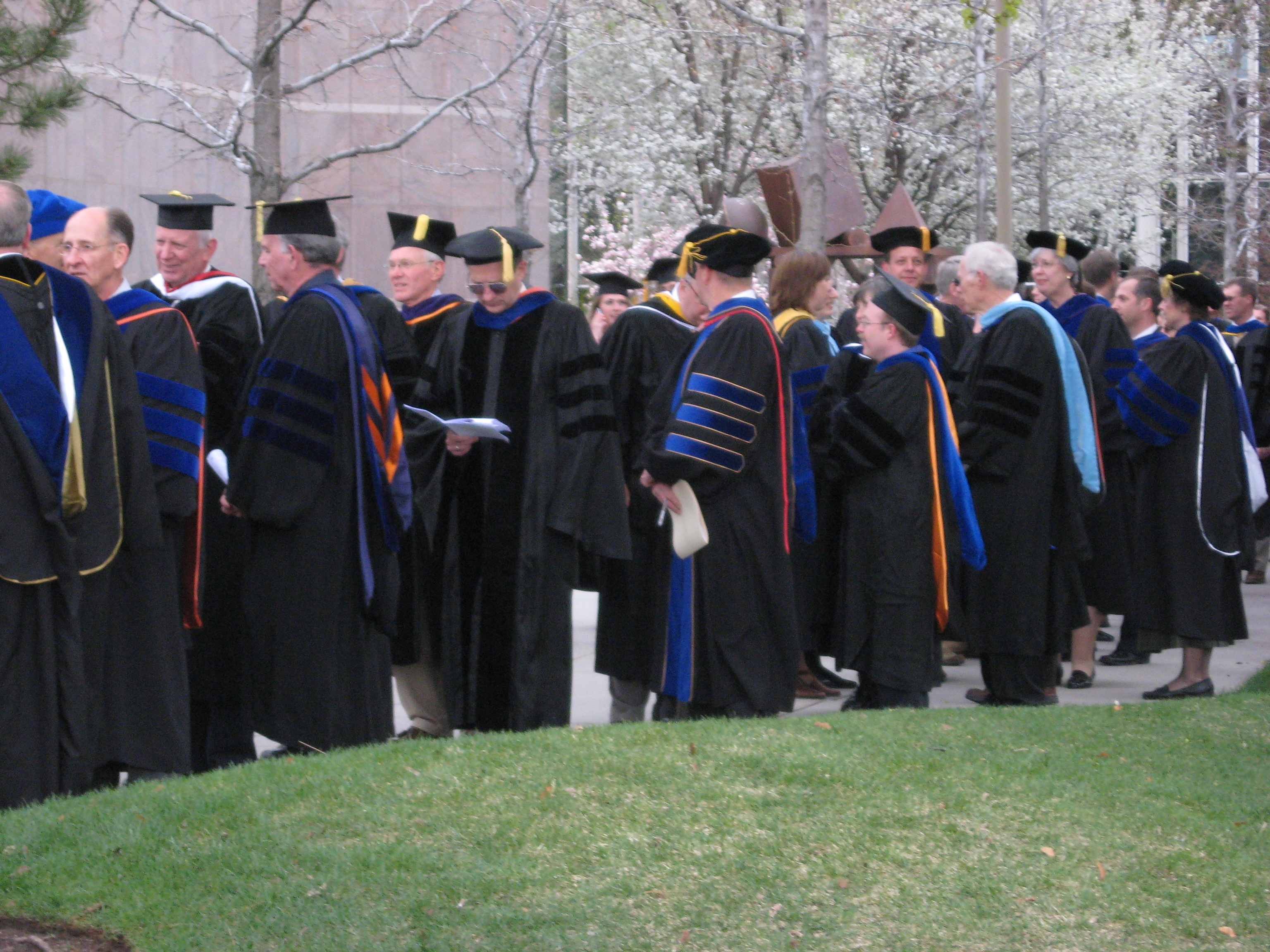
جمع الأطباء الأكاديمي قبل بدء التدريبات في جامعة بريغام يونغ (أبريل 2008).

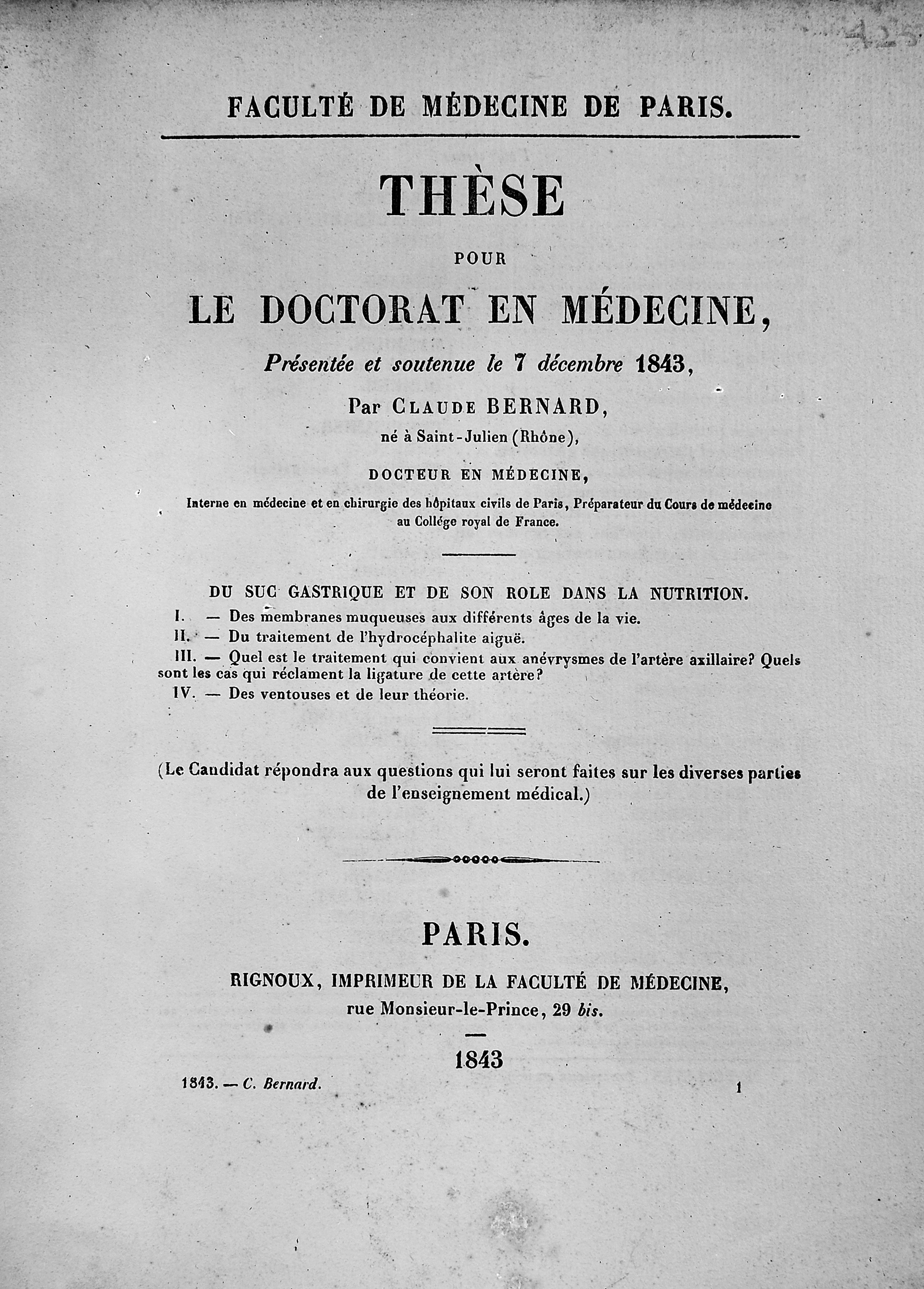
غلاف أطروحة التي قدمها كلود برنارد للحصول على درجة دكتور في الطب (1843).

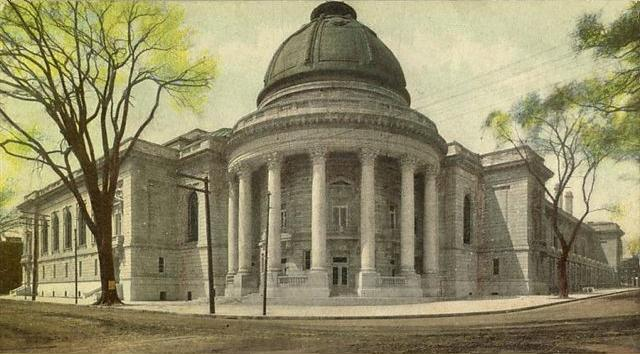
جامعة ييل أول جامعة تمنح الدكتوراة في الولايات المتحدة الأمريكية في 1861

الدكتوراه (بالفرنسية: Doctorat)، (بالإنجليزية Doctorate)، أو الرَّبازة، هي درجة الفلسفة في تخصص معين. وهي شهادة جامعية تمنحها الجامعات المعترف بها، وهي أعلى شهادات التخصّص في مجال معين، وغالباً ما تُسبق بمرحلة الماجستير وتليها مرحلة الأستاذية، التي تمثل الاختصاص الدقيق. تخوّل هذه الشهادة حاملها للتدريس، وفق اختصاصه في جميع جامعات العالم وممارسة البحث العلمي. تُمنح الدكتوراه بعد تقديم أطروحة مطبوعة ومناقشتها أمام لجنة من الأساتذة المتخصصين في نفس المجال، وعادة ما تكون تلك المناقشة علنية، تُمنَح المنح الدرجة أو حجبها أو المطالبة بالقيام ببعض التنقيحات.
يمكن منح درجة «دكتوراه فخرية» لشخصيات معينة تعبيرًا عن الشكر أو العرفان بالجميل أو الإنجازات العلمية أو الاجتماعية، وذلك حتى لو لم يكن الحائز عليها ذا تكوين أكاديمي. في ألمانيا مثلاً تمّ إسناد هذا اللقب لفرديناند بورشه، وحتى يتم التمييز بالنسبة للدكتوراه العادية يُضَاف الحرفين H.C. أي Honoris Causa. ويمكن للشخص أن يحصل على أكثر من درجة دكتوراه واحدة.
تستلزم مرحلة دراسة الدكتوراه سنتين كحدّ أدنى في معظم المؤسسات التعليمية في دول العالم، حيث لا تجوز مناقشة الدكتوراه قبل هذه المدّة، ولكن في أغلب الأحيان تستغرق أكثر من ذلك بكثير. تتضمن أطروحة الدكتوراه إنجاز بحث مبتكر وأصيل أو مجموعة أبحاث متجانسة هي أطروحة. تقيم الأطروحة وتناقش أمام مجموعة أساتذة مختصين في مجال الأطروحة.

## التاريخ

### العصور الوسطى
تعود كلمة «دكتور» إلى الأصل اللاتيني وتعني «المُعلِّم» أو «المدرّس». وقد ظهرت درجة الدكتوراه (باللاتينية: doctoratus) في أوروبا في العصور الوسطى بوصفها ترخيصًا للتدريس باللغة اللاتينية (licentia docendi) في الجامعات. ويمكن تتبّع جذورها إلى الكنيسة الأولى، حيث كان يُطلق مصطلح «دكتور» على الرسل وآباء الكنيسة وسلطات دينية مسيحية أخرى كانت تدرّس وتفسّر الكتاب المقدس.
في البداية، كانت سلطة منح licentia docendi (أي الدكتوراه) محصورة للكنيسة الكاثوليكية، التي كانت تشترط على المتقدم اجتياز اختبار، وأداء قسم الولاء، ودفع رسوم مالية. وقد ضمن المجمع الثالث للاتيران عام 1179 الوصول إلى هذا الحق –وكان فعليًا مجانيًا في ذلك الوقت– لكل المتقدمين القادرين. وكان يُختبَر المتقدمون لقياس كفاءتهم. وقد ظل هذا الحق نقطة خلاف بين سلطات الكنيسة والجامعات التي بدأت تدريجيًا بالاستقلال عن الكنيسة. عام 1213، منح البابا هذا الحق لجامعة باريس، حيث أصبحت licentia ubique docendi (رخصة عالمية للتدريس). ومع أن رخصة التدريس استمرت في التمتع بمكانة أعلى من درجة البكالوريوس (baccalaureus)، أصبح البكالوريوس في النهاية خطوة وسيطة للحصول على درجة الماجستير (magister) والدكتوراه، اللتين أصبحتا المؤهلين المعترف بهما للتدريس. وفقًا لكيث ألان نوبل (1994)، فإن أول درجة دكتوراه مُنحت كانت من جامعة باريس في باريس في العصور الوسطى نحو 1150.
اقترح جورج مقدسي أن شهادة الإجازة (إجازة) التي كانت تُمنح في المدارس الإسلامية المبكرة هي أصل الدكتوراه التي ظهرت لاحقًا في الجامعات الأوروبية في العصور الوسطى. يتفق ألفريد غيوم وسيد فريد العطاس على وجود تشابه بين الإجازة ورخصة التدريس (licentia docendi). إلا أن توبي هوف وآخرين يرفضون نظرية مقدسي. ويشير ديفن ج. ستيوارت إلى وجود اختلاف في جهة منح الشهادة، فالإجازة تُمنح من قبل أستاذ فرد، في حين تُمنح الدكتوراه من قبل كيان مؤسسي (الجامعة).

### القرنان السابع عشر والثامن عشر
نشأت درجة دكتوراه الفلسفة في ألمانيا في القرن السابع عشر -نحو عام 1652. لا يشير مصطلح «الفلسفة» هنا إلى تخصص الفلسفة بمعناه الأكاديمي الحديث، بل يُستخدم بالمعنى اليوناني الأصلي للكلمة، وهو «حب الحكمة». في معظم أنحاء أوروبا، كانت جميع التخصصات الأكاديمية -مثل التاريخ، الفلسفة، العلوم الاجتماعية، الرياضيات، والفلسفة الطبيعية/العلوم الطبيعية- تُعرف تقليديًا باسم «الفلسفة»، وكانت كلية الآداب والعلوم الحرة تُعرف باسم «كلية الفلسفة»، سواء في ألمانيا أو في غيرها من دول أوروبا. وما تزال درجة «دكتوراه الفلسفة» تتبع هذا التقليد التاريخي، مع أن معظم الحاصلين عليها لا يدرسون الفلسفة بوصفه علمًا مستقلًا. يشرح «كريس بارك» أن دكتوراه الفلسفة لم تُعد رسميًا درجة بحثية في ألمانيا إلا في أوائل القرن التاسع عشر، عندما بدأت البرامج التعليمية الجامعية الرسمية تتّخذ شكلًا موحدًا، وبدأ استخدام الاختصار Dr. phil. (المعادل لـ Ph.D. في البلدان الأنغلو-أمريكية). ميزت ألمانيا بعد ذلك بين الدكتوراه في الفلسفة، والدكتوراه في العلوم الطبيعية، التي عُرفت باسم Dr. rer. nat.، والدكتوراه في العلوم الاجتماعية والسياسية، التي اختُصرت بـ Dr. rer. pol.، إضافةً إلى الدكتوراه التقليدية في الطب (Dr. med.) والقانون (Dr. jur.).
كان التدريب على الدكتوراه الجامعية يُشبه التدرّب المهني في نقابة، إذ كان من المعتاد أن تستغرق الدراسة سبع سنوات قبل قبول الشخص في نقابة «أساتذة الفنون»، وهو نفس مدة التدرّب في العديد من الحرف الأخرى. في الأصل، كانت كلمتا «ماجستير» و«دكتور» مترادفتين، لكن بمرور الوقت أصبحت درجة الدكتوراه تُعد مؤهلًا أعلى من درجة الماجستير.
كانت الدرجات الجامعية، متضمنةً الدكتوراه، حكرًا على الرجال في البداية. وأول النساء اللواتي حصلن على درجات دكتوراه كنّ: يوليانا موريل عام 1608 في ليون أو ربما أفينيون (وقد دافعت عن أطروحاتها عام 1606 أو 1607، رغم دحض الادعاءات بحصولها على دكتوراه في القانون الكنسي في 1608)، إيلينا كورنارو بيسكوبيا عام 1678 في جامعة بادوفا، لورا باسي عام 1732 في جامعة بولونيا، دوروثيا إركسليبين عام 1754 في جامعة هاله، ماريا إيسيدرا دي غوثمان إي دي لا سيردا عام 1785 في جامعة كومبلوتنسيه في مدريد.

### العصر الحديث
تغيّر استخدام ومعنى الدكتوراه بمرور الوقت، وهو يختلف باختلاف المناطق. مثلًا، حتى أوائل القرن العشرين، كان عدد قليل من أعضاء الهيئات التدريسية أو الأساتذة في الجامعات الناطقة بالإنجليزية يحملون درجات دكتوراه، باستثناء العلماء الكبار جدًا ومن ينتمون إلى سلك الكهنوت. بعد ذلك، انتشر النموذج الألماني الذي يفرض على المحاضرين الحصول على دكتوراه بحثية. أيضًا فإن تحول الجامعات نحو التعليم القائم على البحث العلمي (المبني على المنهج العلمي، والتقصّي، والملاحظة) زاد من أهمية درجة الدكتوراه. أما اليوم، فالدكتوراه البحثية (PhD) أو ما يعادلها -كما تُعرّف في الولايات المتحدة من قبل المؤسسة الوطنية للعلوم «إن إس إف»- تُعد شرطًا أساسيًا غالبًا لمتابعة مسيرة أكاديمية، مع أن العديد من الحاصلين على الدكتوراه لا يعملون في المجال الأكاديمي.
بدأت درجات الدكتوراه المهنية في التطور في الولايات المتحدة منذ القرن التاسع عشر. وكانت أول درجة دكتوراه مهنية تُمنح في الولايات المتحدة هي دكتوراه الطب (MD) في كلية كينغز (التي أصبحت الآن جامعة كولومبيا) بعد تأسيس كلية الطب عام 1767. ومع ذلك، لم تكن هذه دكتوراه مهنية بالمعنى الأمريكي الحديث، إذ كانت تُمنح بعد دراسة إضافية تلي درجة بكالوريوس الطب (MB) وليست درجة تأهيلية. وخلال القرن التاسع عشر، أصبحت درجة دكتوراه الطب MD هي الدرجة الأساسية الأولى في مجال الطب في الولايات المتحدة، لكن بوصفها درجة جامعية أولى مدتها ثلاث سنوات. ولم تُعتمد بوصفها درجة دراسات عليا حتى عام 1930. وبوصفها درجة التأهيل القياسية في الطب، منحت درجة دكتوراه الطب لمهنة الطب القدرة –من خلال الجمعية الطبية الأمريكية التي تأسست عام 1847 لهذا الغرض– على وضع ورفع معايير الدخول إلى الممارسة المهنية.
أما الدكتوراه البحثية الحديثة على النمط الألماني (PhD)، فقد مُنحت لأول مرة في الولايات المتحدة عام 1861 في جامعة ييل. وقد اختلفت عن درجة دكتوراه الطب(MD) في كون الأخيرة درجة مهنية تدريبية تهدف إلى تطبيق المعرفة أو ممارستها، بدلاً من إنتاجها، على غرار ما يتلقاه الطلاب في المدارس أو المعاهد المهنية. في المملكة المتحدة، كانت درجات الدكتوراه البحثية في البداية على شكل «الدكتوراه العليا» في العلوم والآداب، وقد مُنحت لأول مرة في جامعة دورهام عام 1882. انتقلت درجة PhD من الولايات المتحدة إلى المملكة المتحدة عبر كندا، واعتُمدت في جميع الجامعات البريطانية ابتداءً من عام 1917، وكانت أول درجة (تُعرف باسم DPhil) تُمنح في جامعة أكسفورد.
جاءت عقب درجة دكتوراه الطب (MD)، ثاني دكتوراه مهنية في الولايات المتحدة وهي دكتوراه القانون (Juris Doctor - JD)، التي تأسست في جامعة شيكاغو عام 1902. ومع ذلك، استغرق الأمر وقتًا طويلًا لتُعتمد بالكامل، ولم تُستبدل بدرجة بكالوريوس القوانين (LLB) حتى ستينيات القرن العشرين، وكان يُنظر إلى LLB حينها أنها درجة دراسات عليا. من اللافت أن منهجي JD وLLB كانا متطابقين، مع تغيير اسم الدرجة فقط لتصبح «دكتوراه»، وهي (مثل MD) لم تكن معادلة لدكتوراه الفلسفة (PhD)، ما أثار انتقادات بأنها «ليست دكتوراه حقيقية». وعندما اعتُمدت درجات الدكتوراه المهنية في المملكة المتحدة في أواخر الثمانينيات وأوائل التسعينيات، لم تتبع النموذج الأمريكي، بل أُنشئت بوصفها درجات بحثية على نفس مستوى الدكتوراه (PhD) لكن مع بعض المقررات الدراسية المُعلَّمة وتركيز مهني على موضوع البحث.
أما في المملكة المتحدة، فتُعرف الدكتوراه الأقدم حاليًا باسم «الدكتوراه العليا»، وتستغرق وقتًا أطول بكثير لإكمالها، إذ يجب على المتقدمين إثبات أنهم خبراء رائدون في مجالاتهم. وتُمنح هذه الدكتوراه بدرجة أقل من دكتوراه الفلسفة (PhD) في بعض البلدان، وغالبًا ما تُمنح بوصفها درجة فخرية (honoris causa). أما التأهيل الأكاديمي (Habilitation)، فما زال مستخدمًا لأغراض التوظيف الأكاديمي في العديد من دول الاتحاد الأوروبي. ويتطلب إما أطروحة جديدة طويلة -كتاب ثانٍ- أو مجموعة منشورات بحثية. وتُظهر هذه الدرجة -وهي أعلى درجة متاحة- قدرة الباحث على إجراء بحث مستقل ومتعمق، وخبرة في التدريس وإلقاء المحاضرات، وفي السنوات الأخيرة أيضًا القدرة على تحصيل تمويل داعم. وتأتي درجة التأهيل بعد الدكتوراه البحثية، وقد تكون شرطًا للتعيين في منصب «محاضر خاص» (Privatdozent) أو أستاذ جامعي في ألمانيا.

## خطوات الحُصولِ على شهادةِ الدكتوراه
هناك شروط عدّة يجب أن تتحقّق للحصول على شهادة (PhD) Doctor of Philosophy وهي:
1. إتمام الدراسة الثانوية.
2. إتمام الدراسة الجامعيّة المنتظمة في الحصول على شهادة البكالوريوس أو ليسانس (ويجب أن تكون الجامعة مُعترف بها) مع الحصول على درجةٍ لا تقل عن الجيّد.
3. إتمام متطلّبات اللغة مثل: الحصول على اختبار توفل أو أيلتس الإنجليزيّة.
4. وبعدَ إتمام الشروط السابقة يحقّ للطالب التّقديم إلى رسالة الماجستير في موضوع معيّن يؤهّلهُ للإلتحاقِ بها.
5. إتمام رسالة الماجستير لمدّة لا تقل عن سنتين أو أكثر.
6. التقديم لرسالةِ الدكتوراه لمدّة لا تقل عن سنتين أو أكثر بحسب سياسات الجامعة.
7. ومِن شروطِ الحصولِ على شهادةِ الدكتوراه فِي مجالٍ مُعيّن إنجازُ بحثٍ مُبتكر وجديد أو مجموعةٌ مِنَ الأبحاثِ فِي موضوعٍ مُعيّن فَقَط، ومناقشةِ هذِهِ الأفكارِ والبحوث العلميّة أمام مجموعَةٍ مِنَ الأساتذة المُتَخَصّصين فِي نَفسِ المجال، مَع توضيحِ الفِكرَةِ وتوصيلها لهم.

أطلقت الجامعات الإنكليزية والروسية والكندية والأمريكية تسمية PhD (دكتوراه أو دكتور في الفلسفة) على هذه الشهادة أو على حاملها، لأن الفلسفة بمعناها التقليدي كانت تُطلَق في الماضي على مختلف المعارف والعلوم العامّة.
أمّا كلمة «دكتوراه» فهي مشتقة من الكلمة اللاتينية (Docere) والتي تعني «درّس، علّم». وجدير بالذكر أن إطلاق لقب «دكتور» على الطبيب لم يكن سوى مجازاَ لغويّاَ حوّله الزمن إلى رديف للشخص المتعلم والدارس.